# Victor Goloubew
Pour les articles homonymes, voir Goloubev.
Victor Goloubew (en russe : Виктор Викторович Голубев, Viktor Viktorovitch Goloubev), né le 12 février 1878 à Saint-Pétersbourg et mort le 19 avril 1945 à Hanoï, est un orientaliste, français d'origine russe, spécialiste des fouilles archéologiques en Asie du Sud-Est.
Docteur en philologie et spécialisé en histoire de l'art et archéologie. Professeur d'histoire de l'art oriental à l'École des langues orientales puis à l'École pratique des hautes études. Membre de l'École française d'Extrême-Orient de 1920 (temporaire) , puis permanent en 1927 à 1945. 

## Biographie
Victor Goloubew est issu de la petite noblesse russe ( dvorianstvo), fils de Viktor Fedorovitch Goloubev (ru), ingénieur civil et industriel prospère, et d'Anna Petrovna. Les parents ont prêté une grande attention à l'éducation de leur fils, qui a acquis une connaissance approfondie dans le domaine de la littérature, l'art, le théâtre et la musique. Victor jouait du violon sur un Stradivarius et a pris les leçons d'un professeur célèbre Leopold Auer. Il peint et parle plusieurs langues.
De 1890 à 1892 il étude à l'École Karl May à Saint-Pétersbourg. En 1896, il passe les examens de l'enseignement secondaire, et rejoint la Faculté de physique et de mathématiques de l'Université de Saint-Pétersbourg. Il y rencontre Michael Rostovtzeff spécialiste, des Scythes et de l'ancienne côte de la mer Noire. Goloubew est intéressé par les différences entre les cultures de l'Orient et de l'Occident, à l'exemple de son oncle, Alexandre Goloubev (ru), chercheur sur le Pamir et l'ouest de la Chine. Dans un premier temps, il entreprend, comme son père, des études d'ingénieur ; mais Goloubew est de plus en plus passionné d'art.
En septembre 1900, il épouse à Kiev Natalia Cross. En 1901, le couple s'installe à Baden-Baden. Goloubew s'inscrit à l'Université de Heidelberg, prépare et soutient avec succès sa thèse Les tragédies de Marivaux dans la traduction allemande du XVIIIe siècle. En plus du diplôme de docteur en philologie, il reçoit en 1904 un diplôme de spécialisation dans le domaine de l'archéologie et de l'histoire de l'art. 

### En France
Installé à Paris avec son épouse en 1905, il fréquente le milieu artistique et littéraire et rencontre Auguste Rodin qui porte un vif intérêt aux arts de l'Asie. Il sculpte un buste en marbre de Natalia qui eut plus tard une réplique en bronze.
En 1907, il publie un article sur les races mongoles dans la peinture du Trecento. Il est intéressé par la période du Quattrocento et se déplace souvent en Italie. Il a noté des traces de l'influence de la peinture chinoise, dans la peinture des artistes vénitiens et florentins. Avec l'aide de l'éditeur Gerard van Oest, il publie à Bruxelles d'importants travaux sur les dessins de Iacopo Bellini, père d'une dynastie d'artistes peintres italiens de l'école vénitienne. La publication a été bien accueillie par la critique, Anatole France rencontré dans le salon de Mme Arman de Caillavet observe le goût avec lequel les peintures et leur analyse ont été choisies.
En octobre 1910, Goloubew, l'écrivain Charles Müller et d'autres amis partent en expédition en Inde, où il étudie le complexe monastique d'Ajantâ. À son retour, l'année suivante, Goloubew utilise ses archives avec 1 500 photos, pour l'enseignement de l'art indien, à l'École des langues orientales à la Sorbonne, où il travaille jusqu'à la Première Guerre mondiale. Ce matériau est devenu la base pour le département de photographies documentaires du Musée Guimet (BNF 32178788) à Paris, formée en 1920. Le jeune scientifique est devenu un expert reconnu sur l'histoire du bouddhisme et de l'art séculaire de l'Inde et de l'Extrême-Orient et rencontre les célèbres orientalistes français Sylvain Lévi, Émile Senart, Édouard Chavannes. Il est largement connu dans la communauté scientifique. Les académiciens russes Sergueï Oldenbourg et Nicolas Roerich visitent et apprécient ses expositions au Musée Cernuschi, en 1912 et 1913.

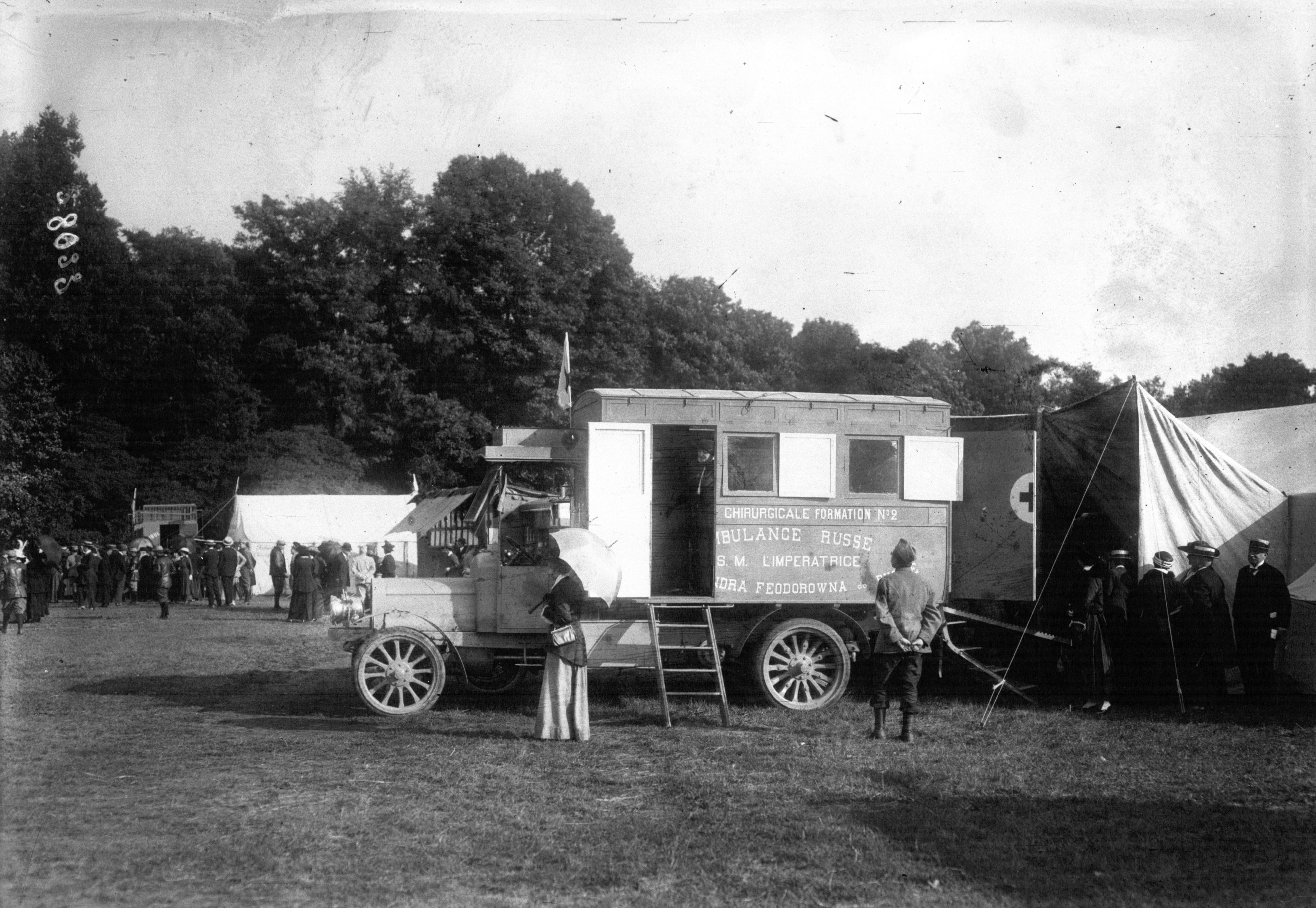
Ambulance russe - voiture chirurgicale.

Pendant la Première Guerre mondiale, Goloubew offre son aide à l'ambassadeur de Russie en France, Alexandre Izvolski. Il est accrédité en tant que représentant de la Croix-Rouge russe auprès du gouvernement français, avec le grade de colonel. Il soutient un groupe de russes à la tête duquel se placent la comtesse Margarita Karlovna von Toll, épouse de l'ambassadeur, la comtesse Alexandra Constantinovna von Zarnekau (en), fille morganatique d'un duc d'Oldenbourg, épouse du secrétaire de l’ambassade Léon Narychkine, et sa cousine Mme Verola, qui organisent sous le haut patronage de l'impératrice douairière de Russie, Marie Fedorovna un service d'ambulances automobiles pour aller chercher les blessés en première ligne et les ramener rapidement à l'abri,. Il rejoint la Ve armée à la tête de l'une des ambulances chirurgicales automobiles financées par la communauté russe en France. Il côtoie Franchet d'Espèrey,. En outre, il participe activement à la photographie et la photographie aérienne qui lui sera utile plus tard. Dans les années 1916-1917, il sert dans la Brigade d'infanterie Russe qui a été envoyée sur les ordres de l'empereur Nicolas II sur le front français. En juillet 1916, il rencontre le général Pétain, commandant de la IIe armée. Il devait par la suite le revoir à plusieurs reprises et cela explique en partie son adhésion sollicitée en 1941 à la Légion des Combattants de Hanoï.
La révolution russe prive Goloubew de ses principales sources de revenus en Russie. Il est contraint de vendre une partie de ses collections et pense faire carrière comme musicien professionnel, parce qu’il joue brillamment du violon et possède un Stradivarius. Malgré les difficultés financières, il reste fidèle à sa vocation et après la guerre reprend ses activités dans le domaine des études orientales. En 1920, il écrit une note qui accompagne la publication d'une image de Shiva Ardhanariçvara, divinité double, provenant de P'rà PâçhOm au Siam. En 1920 sort, à Paris, l'album des planches de quatorze sculptures indiennes de la collection Paul Mallon qu'il avait étudiée. Il dirige la publication des volumes d'Ars Asiatica dont les planches sont issues des clichés de sculptures çivaïtes qu'il avait pris dans l'Inde et à Ceylan, en 1911.
Il connait Abel Bonnard qui avait écrit un livre sur la Chine et qu'il tutoie, l'écrivain Victor Segalen, le futur amiral Lartigue et, le prince héritier Gustave Adolphe de Suède orientaliste éminent.
Il enseigne à l'Université de Paris, où il travaille comme secrétaire de la Bibliothèque de l'Université. La série multi-volume de l'artiste sur l'art classique de l'Orient, est illustrée par le théâtre du peuple tibétain. Il devient membre de l'Académie des inscriptions et belles-lettres, membre de l'École française d'Extrême-Orient en 1920.
Victor Goloubew participe à l'installation du pavillon de l'EFEO à l'Exposition coloniale de Marseille en 1922-1923. 
Il est élu membre correspondant de la 5e section de l'Académie des sciences coloniales dès sa fondation en 1923. Secrétaire général de la Section artistique de l'Institut général psychologique.
Il acquiert la nationalité française par un décret du 4 septembre 1925.
Il participe à l'Exposition coloniale internationale de 1931.

### En Indochine
Le 4 août 1920, Goloubew rejoint l'École française d'Extrême-Orient (EFEO).  Il embarque à Marseille, le 13 novembre, avec Louis Finot, premier directeur de l'EFEO. Ils arrivent en Indochine, à Hanoï, le 9 décembre, il part pour Angkor en compagnie de Louis Finot, afin de voir le Bayon et Neak Pean, puis se rend à Banteay Chhmar où furent prises de nombreuses photographies destinées aux collections de l’École et à l'Exposition coloniale de Marseille et visite plusieurs sites. En compagnie d'Henri Marchal le conservateur d'Angkor à cette date, d'Henri Parmentier le chef archéologue de l'EFEO et de Louis Finot, ils étudient, entre autres, les bas-reliefs du grand temple de Banteay Samré, les temples de Vat Phou, de Vat Nokor, l'architecture khmère ancienne d'après les bas-reliefs du Bayon. 
Le 19 juin 1921, après six mois d'initiation aux études khmères et chames, Goloubew parvient enfin au siège de l'EFEO à Hanoï. Il rapporte 1 200 clichés et écrit des comptes-rendus pour le Bulletin de l'EFSO. Affecté au service de la documentation photographique, il se spécialise dans les questions iconographiques. Pendant plus de 25 ans, il conduit des recherches en Indochine dont il devient l'un des archéologues de premier plan.
En 1923, Goloubew obtient la direction du département des études et de l’histoire de l’art. Avec Louis Finot, il étudie le symbolisme du temple dédié à Amoghapasha Lokeshvara à Neak Pean. En 1926, il est chargé des fouilles à Sambor Prei Kuk. Il termine la publication de l'étude sur l'iconographie de Balāha. Ses recherches sur l'âge du bronze au Tonkin, ses fouilles dans la province de Thanh Hóa, sur l'origine des tambours de bronze et la stratigraphie des ruines d'Angkor, présentent un intérêt particulier dans le monde scientifique.
Goloubew est membre permanent de l'EFEO à part entière, à partir de 1927. En 1927, il prend les fonctions de bibliothécaire de l’E.F.E.O. Il collabore avec George Cœdès le deuxième directeur de l'EFEO. En 1936, il devient directeur du musée Louis-Finot. La dernière décennie de sa vie est consacrée à la vie administrative de l’E.F.E.O. Il collabore avec Gilberte de Coral Rémusat,.
En 1932, Victor Goloubew, très proche collaborateur de Cœdès, réunit le premier congrès des préhistoriens d'Extrême-Orient, à Hanoï.
Victor Goloubew a reçu le prix Herbert-Giles de l'Académie des inscriptions et belles-lettres en 1935 pour ses travaux sur l'archéologie extrême-orientale en général, et, en particulier, sur la plus ancienne enceinte d'Angkor Thom.
En 1936, il entreprend de nouvelles investigations aériennes au-dessus des sites de Bantây Prei Nokor, aux environs de Kampong Cham, dans la région ď Angkor et au-dessus du plateau du Kulên.
En 1941, il crée un organe de propagande franco-japonais et part donner plusieurs conférences à Tôkyô et à Kyôto, à l'invitation du gouvernement japonais et de la Société pour le développement des relations culturelles internationales. Bloqué en Indochine par la guerre, il meurt à l’hôpital de Hanoï. Sa tombe n'a pas été conservée. Selon certains récits, après 1954, les autorités françaises auraient ramené la dépouille de Goloubew en même temps que d'autres pour les enterrer en France.

## Famille
Victor Goloubew est issu de l'aristocratie impériale russe, de la noblesse héréditaire de la ville d'Oleksandrivsk, de la province du Gouvernement d'Ekaterinoslav, en Ukraine, fils de Viktor Fedorovitch Goloubev, ingénieur civil et industriel prospère, et d'Anna Petrovna
Son frère Lev Goloubev (1876 - 1942), président de la Croix-Rouge du Caucase, chambellan, conseiller d'État de l'Empire russe en 1916, exilé en France en 1920, vivant à Biarritz, était marié à Alexandra Stepanovna Makarova, la fille de l'amiral Stepan Makarov.
Après son départ à l'étranger, en 1901, son frère Lev Viktorovitch Golubev prend sa succession à Parkhomovka dans la région de Kiev en Ukraine, où il engage la construction de l’Église de l'Intercession de la Mère de Dieu, construite à la charge et sous la supervision des deux fils, Victor et Lev Goloubev, en 1903-1907 d’après les plans de leur père ingénieur. L'architecte a tenu compte des souhaits, des notes et des observations des deux frères. Leur père, Viktor Fedorovitch Goloubev est mort le 23 février 1903 à Rome. Son corps a été transporté à la propriété familiale, où, après l'achèvement de la construction de l'église il a été enterré dans une crypte de la chapelle de Saint-Victor.
Victor Goloubew a rencontré sa future épouse, Natalia Cross, plus jeune de quelques années que lui, au cours de l'une des soirées dans le salon littéraire et musical tenu par Nadejda Auer (née Pelican), la première épouse de Leopold Auer, à Saint-Pétersbourg. 
Les parents de Natalia sont Basil Cross, fils du violoniste Gustave Cross (en), et Zoe E. Pelican, la sœur de Nadejda Auer, toutes deux filles d’Eugène Pelican, médecin personnel du tsar Alexandre III et professeur. Le mariage a lieu en 1900 à Kiev, d'où la famille de Natalia était originaire.
Leur premier fils Victor naît en 1901 à Baden, le deuxième, Ivan, à Paris le 15 décembre 1905. Ivan retourne en Russie avec sa grand-mère maternelle. Il est mort pendant le Siège de Léningrad en 1942. Les traces du fils aîné ont été retrouvées dans les îles Baléares, au cours de la guerre d'Espagne, dans la marine de Franco. Il a ensuite émigré en Amérique.
En 1908, lors d'un voyage en Italie, Victor et Natalia sont présentés à l'écrivain italien Gabriele D'Annunzio. Natalia quitte son mari pour l'écrivain fin 1908. Elle inspire D'Annunzio pour l'héroïne du roman Leda senza Cigno, écrit en 1912,. Leur liaison dure jusqu'au début de 1916. La généreuse pension que lui versait son mari n'était plus depuis la révolution russe de 1917 qu'une rente modique. En un quart de siècle, elle allait descendre lentement les degrés de la décadence et de la misère, vendant un à un pour survivre, ses chevaux puis ses chiens, ses bijoux puis son buste exécuté en 1906 par Auguste Rodin, et enfin une à une les lettres de celui à qui elle avait tout donné contre les heures les plus énivrantes de sa vie. Jusqu'en 1932, elle tient bon à Grange Dame Rose à Meudon. Expulsée par son propriétaire c'est alors qu'elle échoue à l'hôtel de la Gare de Meudon où elle agonise plus qu'elle ne vit ses dernières années, survivant trois ans à l'amant inoublié dont le dernier signe de vie avait été un télégramme du 6 avril 1926. Elle meurt d'une emphysème aigu dans une chambre glacée de l'hôtel de la Gare à Meudon, le 1er novembre 1941

## Publications
- Victor Goloubew, « Le Cheval Balaha », Bulletin de l'Ecole française d'Extrême-Orient, t. 27,‎ 1927, p. 223-237 (lire en ligne, consulté le 2 août 2013)
- Description de la fresque «Peintures bouddhiques aux peaux» publié dans le «Annales du Musée Guimet» (vol 40, 1913.).

## Décorations françaises
- Chevalier de la Légion d'honneur en 1912[30]
- Médaille de la Reconnaissance française pour les services rendus à la cause des alliés depuis le début de la guerre, 1918[31]